# Fulakora heraldoi
Fulakora heraldoi (лат.) — вид примитивных муравьёв рода Fulakora из подсемейства Amblyoponinae (Formicidae), ранее включавшийся в состав рода Stigmatomma. Назван в честь бразильского эколога-мирмеколога Эральдо Л. Васконселоса (Dr Heraldo L. Vasconcelos, National Institute of Amazonian Research, Манаус, Бразилия), ответственного за исследование, в ходе которого был обнаружен этот таксон.

## Распространение
Неотропика (Бразилия).

## Описание
Мелкие земляные муравьи (длина около 3 мм) с длинными узкими мандибулами и хорошо развитым жалом. От близких видов отличаются следующими признаками: волоски наличника толстые, крупные и тупые, отходят от платформы. Щёчный зубец отсутствует. Лобные доли тесно сближены; мандибулы тонкие, становятся тонкими и острыми в верхней части. щетинки наличника поднимаются от наличниковых бугорков. Мезосома уже головы. Ноги короткие. Передний край клипеуса зубцевидный; петиоль очень широко прикреплён к 3-му абдоминальному сегменту и без отчётливой задней поверхности; постпетиоль отсутствует.

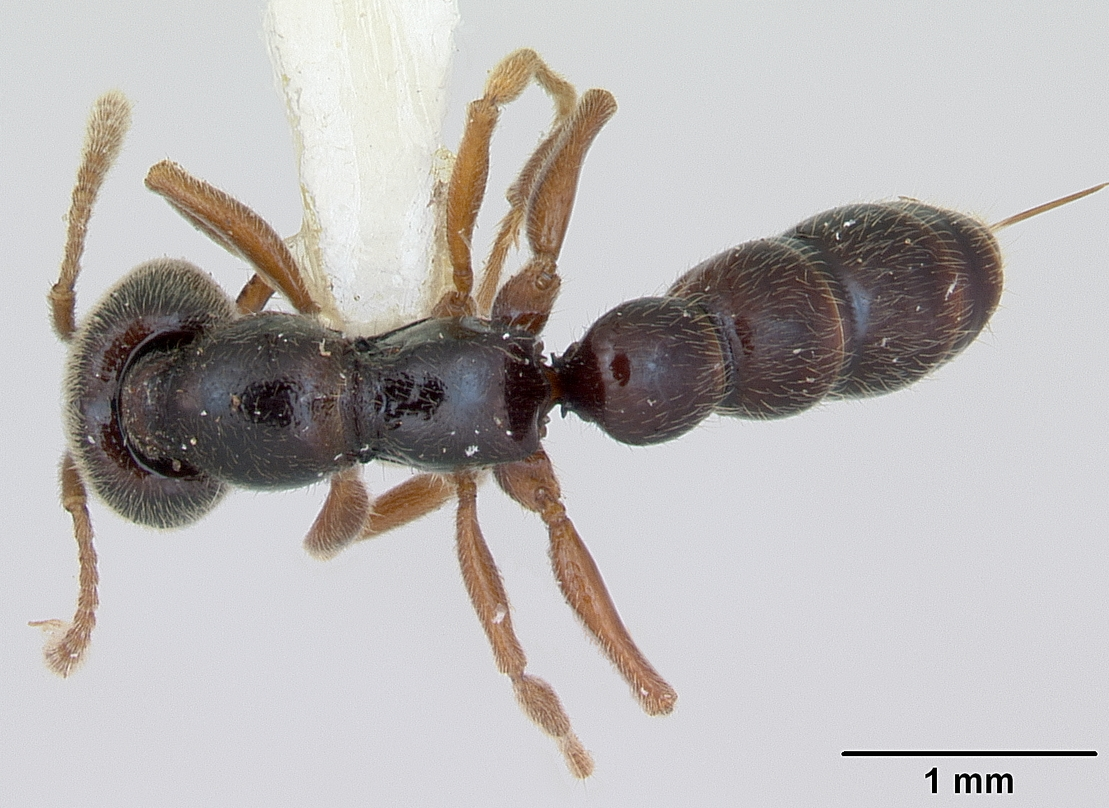
Вид сверху
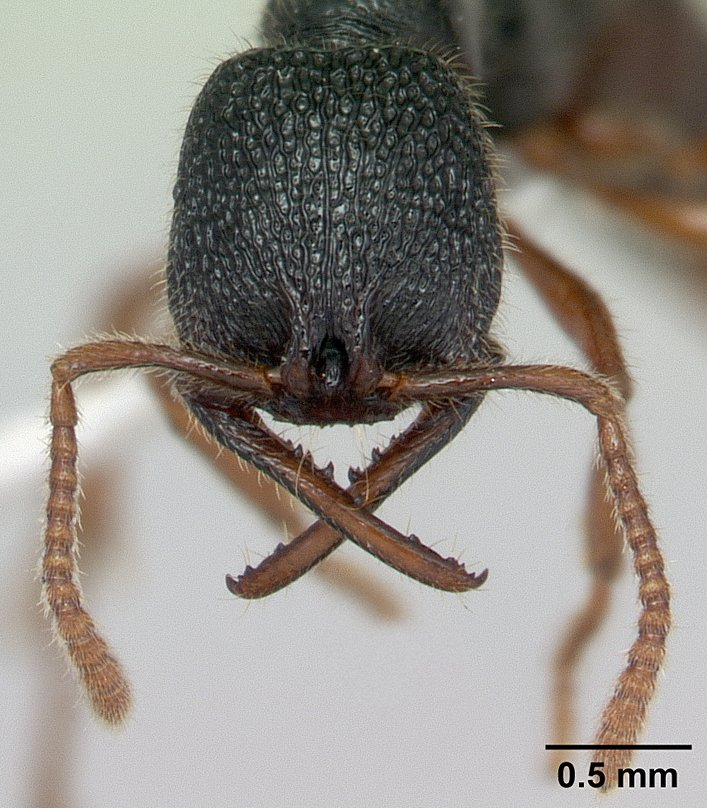
Голова спереди

## Систематика
Вид был впервые описан в 2002 году под названием Amblyopone heraldoi Lacau & Delabie, 2002. Затем вид включали в состав рода Stigmatomma (подсемейство Понерины). В 2016 году Fulakora был восстановлен из синонимии с Stigmatomma и вид получил современное название.